# 爱德华·帕尔默·汤普森
爱德华·帕尔默·汤普森（英語：Edward Palmer Thompson，1924年2月3日—1993年8月28日）是英国历史学家、作家、社会主义者和和平活动家。他因他所写的18世纪末和19世纪初英国激进运动的历史著作《英国工人阶级的形成》而闻名。汤普森关于劳工史和社会史的研究在20世纪后半程颇具地位，具有全球性的影响力，对亚洲和非洲的相关领域学者具有一定影响力。